# استپان زوریان (انقلابی)
استپان زوریان (ارمنی: Ստեփան Զօրեան) ملقب به رُستوم (Ռոստոմ؛ ۱۸ ژانویهٔ ۱۸۶۷ – ۱۹ ژانویهٔ ۱۹۱۹) انقلابی اهل ارمنستان بود. وی یکی از سه بنیانگذار فدراسیون انقلابی ارمنی می‌باشد. 

## زندگی‌نامه
زوریان روستا زاده‌ای بود که پدرش او را برای ادامه تحصیل به تفلیس برد. او برخلاف دو چهره دیگر بنیانگذار فدراسیون انقلابی ارمنی، فعالیت مبارزات خود را از پشت نیمکت‌های دبیرستان آغاز کرد. وی پس از مدتی در دانشکده کشاورزی ورشو مشغول تحصیل شد، ولی تحصیل را رها کرد و به تفلیس رفت تا وارد جریانات مبارزاتی شکل گرفته در آنجا شود.
او در سال ۱۸۸۲م موفق شد به دانشگاه کشاورزی مسکو وارد شود، دیگر چهره برتر حزب یعنی سیمون زاواریان نیز در آنجا مشغول تحصیل بود. از این پس رابطه‌ای نزدیک میان زاواریان و رُستوم به وجود آمد. وقتی که او به تفلیس بازگشت، دیگر حزب داشناک اعلام موجودیت کرده بود و او وارد حزب شد و با تلاش فراوان توانست خیلی زود وارد هیئت مرکزی حزب شود.
رُستوم کسی بود که پیشنهاد شرکت در جنبش مشروطه ایران را داد و نمایندگی حزب را در تهران و تبریز به عهده گرفت. او از شخصیت‌های بارز حزب داشناک در نهضت مشروطه ایران بود. در کنار او هونان داویدیان قرار داشت که در اشاعه افکار حزب داشناک در ایران سهم بسزا داشت.

## See also
- فدراسیون انقلابی ارمنی
- نخستین جمهوری ارمنستان
- کریستاپور میکائلیان
- سیمون زاواریان